# Lista de condados de Connecticut
A seguir se segue a lista dos condados de Connecticut. Até Fevereiro de 2012, existiam oito condados no estado norte-americano de Connecticut. Quatro deles foram criados em 1666 durante a primeira consolidação da Colónia de Connecticut com a Colónia de New Haven a partir de um número de colónias de menor dimensão. Dois condados foram criados durante a época colonial, e outros dois, os de Middlesex e de Tolland, foram criados depois da Independência dos Estados Unidos (ambos em 1785). Seis dos condados foram nomeados em homenagem a localidades na Inglaterra, onde originaram muitos colonos de Connecticut.
Apesar do estado de Connecticut estar dividido em condados, não existe um governo do condado, e o governo local consiste em cidades, vilas, comunidades não-incorporadas, e regiões censitárias. O governo do condado foi abolido do estado em 1960, embora os nomes permaneçam para fins geográficos e históricos. Condados são, no entanto, ainda usados pelo estado para organizar os seus sistemas judicial e marechal do estado. Jurisdições do tribunal de Connecticut continuam a aderir aos limites dos condados, com à excepção de Fairfield, New Haven e Hartford, que foram subdivididos em várias outras jurisdições. Quase todas as funções de governo de condado foram abolidas em Connecticut em 1960, à excepção de Xerifes de Condado e os departamentos sob a sua responsabilidade. Esses escritórios, bem como os seus departamentos, foram abolidos através de um acto de legislatura de estado efectualizado em Dezembro de 2000. As funcões do Departamento dos Xerifes de Condado foram assumidas pela então nova Comissão de Delegados de Estado e pelo Departamento de Corecções.
Os nomes das sedes de condado de Connecticut permanecem para fins geográficos e históricos. Fronteiras geográficas de condados extintos ainda são usados pelo estado para organizar o sistema judicial e de delegados de estado. As jurisdições de tribunal de Connecticut ainda aderem aos limites dos condados, e os Condados de Fairfield, Hartford e New Haven foram subdivididos em várias jurisdições menores.
O código Federal Information Processing Standard (FIPS), que é usado pelo governo dos Estados Unidos para identificar estados e condados, é fornecido com cada entrada. O código de Connecticut é 09, que quando combinado com qualquer código de condado seria escrito como 09XXX. O código FIPS para cada condado liga para os dados de censo desse condado.

## Condados
| Condado    | FIPS | Sede de condado (extinta)                                               | Criação | Origem                                                               | Etimologia                                                                                         | População | Área                | Mapa                  |
| ---------- | ---- | ----------------------------------------------------------------------- | ------- | -------------------------------------------------------------------- | -------------------------------------------------------------------------------------------------- | --------- | ------------------- | --------------------- |
| Fairfield  | 001  | Fairfield (1666-1853) Bridgeport (1853-1960)                            | 1666    | Um dos quatro condados originais criados em Connecticut.             | Das centenas de hectares de sal que beiravam a costa.                                              | 916 829   | 626 mi² (1 620 km²) | Condado de Fairfield  |
| Hartford   | 003  | Hartford (1666-1960)                                                    | 1666    | Um dos quatro condados originais criados em Connecticut.             | Homenagem ao condado de Hertfordshire na Inglaterra.                                               | 894 014   | 736 mi² (1 910 km²) | Condado de Hartford   |
| Litchfield | 005  | Lietchfield (1751-1960)                                                 | 1751    | A partir de partes dos condados de Fairfield, Hartford, e New Haven. | Cidade de Lichfield na Inglaterra.                                                                 | 189 927   | 920 mi² (2 380 km²) | Condado de Litchfield |
| Middlesex  | 007  | Middletown (1785-1960)                                                  | 1785    | A partir de partes dos condados de Hartford e New London.            | Antigo condado de Middlesex na Inglaterra.                                                         | 165 676   | 369 mi² (956 km²)   | Condado de Middlesex  |
| New Haven  | 009  | New Haven (1666-1960)                                                   | 1666    | Um dos quatro condados originais criados em Connecticut.             | Após a colónia de New Haven, fundada como um paraíso onde Puritanos estavam livres da perseguição. | 862 477   | 606 mi² (1 570 km²) | Condado de New Haven  |
| New London | 011  | New London (1666-1960)                                                  | 1666    | Um dos quatro condados originais criados em Connecticut.             | Após Londres, Inglaterra                                                                           | 274 055   | 666 mi² (1 720 km²) | Condado de New London |
| Tolland    | 013  | Tolland (1785-1889) Rockville (1889-1960)                               | 1785    | A partir de partes dos condados de Hartford e Windham.               | Aldeia de Tolland, Somerset, Inglaterra.                                                           | 152 691   | 410 mi² (1 060 km²) | Condado de Tolland    |
| Windham    | 015  | Windham (1726-1819) Brooklyn (1819-95) Willimantic e Putnam (1895-1960) | 1726    | A partir de partes dos condados de Hartford e New London.            | Após Windham (não Wineham) em Sussex, Inglaterra.                                                  | 118 428   | 513 mi² (1 330 km²) | Condado de Windham    |

1. ↑  Oficialmente, o estado de Connecticut não tem sedes de condado. As comunidades listadas aqui são sedes de condado históricas.[7]